# كريستوفر باول
كريستوفر باول (29 نوفمبر 1994 في جامايكا - ) (بالإنجليزية: Christopher Powell)‏ هو لاعب كريكت جامايكي. لعب مع Combined Campuses and Colleges cricket team ‏.

## وصلات خارجية
- كريستوفر باول على موقع إي آس بي آن كريك إنفو (الإنجليزية)